# Johann Franz Rauch
Johann Franz Rauch, auch Johann Franziskus Rauch, (* 1685 in Breitenbrunn, Landkreis Neumarkt in der Oberpfalz; † 25. Oktober 1750 in Wien) war ein österreichischer Arzt, Hofmedicus und Rektor der Universität Wien. 
Johann Franz Rauch studierte Medizin in Altdorf und hatte 1711 seine medizinische Disputation. Er praktizierte anschließend als niedergelassener Arzt in Passau und Ybbs. Im Jahr 1713 zeichnete er sich als Arzt bei der Wiener Pest aus. Die Repetition erfolgte 1714 an der Medizinischen Fakultät der Universität Wien. 
Am 20. September 1715 wurde er unter der Matrikel-Nr. 321 mit dem akademischen Beinamen CHARIXENES als Mitglied in die Leopoldina aufgenommen.
Im Jahr 1720 wurde er Professor institutionum an der medizinischen Fakultät in Wien: „Oratio de salubritate Austriae“. 1722 wurde er Zensor der Medizinischen Fakultät und Superintendent der Stumpffschen Stiftung. 1723 wurde er theoretischer Professor der Medizinischen Fakultät in Wien. Mit den Disputationen „De aere et esculentis“ und „De Potulentis“ verärgerte er den Klerus, weil er dessen Verhalten kritisierte. Er wurde daraufhin zehn Monate lang vom Amt suspendiert. Deshalb bewarb er sich um die Hofmedicus-Stelle und wurde im Mai 1727 auch als zweiter Supernumerarius eingestellt. Er erhielt dann durch kaiserliche Gnade seinen Lehrstuhl zurück.  
Als 1730 der spanische Hofmedicus Joseph Pujol verstarb, rückte Johann Franz Rauch als erster Supernumerarius in die Reihe der sechs besoldeten Hofmedici Karls VI. auf. Um die nun frei gewordene Stelle bewarben sich Franz Anton Dominicus Vogel (1720/1752) und Salvatore Nicola Sardagna (1724/1762), die trotz erheblicher Skepsis des Oberhofmeisters beide eingestellt wurden. Im Jahr 1732 wurde Rauch praktischer Professor und ein Jahr später Senior der medizinischen Fakultät. Er wurde vor 1737 Rektor der Universität Wien. 
Nach seinem Tod in Wien hinterließ er sechs Geschwister als seine Erben. 

## Publikationen
- Rauch, Johann Franziskus und Zwenhoff, Paul Michael: Compendium pathologico–dogmaticum de morbis, eorundem causis et accidentibus, Wien Univ. Dissertation (lat.), Schilgen Vienae Austriae 1721.